# アーロン・ディレクター
アーロン・ディレクター（Aaron Director、1901年9月21日 - 2004年9月11日）は法学者、経済学者。
ウクライナ生まれ。アメリカに移住後、イェール大学で学ぶ。1946年からシカゴ大学ロー・スクール教授、学部長、そして学長を務めた。1965年の退職後は、スタンフォード大学附置のフーヴァー研究所に勤務した。
自由主義者としてミルトン・フリードマンやリチャード・ポズナーに影響を与える。妹のローズはミルトンと結婚している。ロナルド・コースとともにJournal of Law and Economicsの初代編集者を務め、法と経済学の架橋たる仕事を続けた。

## 著書

### 単著
- The Economics of Technocracy, (University of Chicago Press, 1933).

### 共著
- The Problem of Unemployment, with Paul Howard Douglas, (Macmillan, 1931).

### 編著
- Defense, Controls, and Inflation, (University of Chicago Press, 1952).

| スタブアイコン | サブスタブ | この項目は、まだ閲覧者の調べものの参照としては役立たない、人物に関連した書きかけの項目です。この項目を加筆・訂正などしてくださる協力者を求めています（P:人物伝/PJ:人物伝）。 |